# Frank V. Phillips
Frank V. Phillips (San Bernardino, 7 aprile 1912 – Prescott, 10 aprile 1994) è stato un direttore della fotografia statunitense.
Ottenne una candidatura all'Oscar alla migliore fotografia nel 1980 per The Black Hole - Il buco nero di Gary Nelson.

## Filmografia
- Il computer con le scarpe da tennis (The Computer Wore Tennis Shoes), regia di Robert Butler (1969)
- L'ultimo eroe del West (Scandalous John), regia di Robert Butler (1971)
- Pomi d'ottone e manici di scopa (Bedknobs and Broomsticks), regia di Robert Stevenson (1971)
- Spruzza, sparisci e spara (Now You See Him, Now You Don't), regia di Robert Butler (1972)
- Pistaaa... arriva il gatto delle nevi (Snowball Express), regia di Norman Tokar (1972)
- Nanù, il figlio della giungla (The World's Greatest Athlete), regia di Robert Scheerer (1973)
- Herbie il Maggiolino sempre più matto (Herbie Rides Again), regia di Robert Stevenson (1974)
- L'isola sul tetto del mondo (The Island at the Top of the World), regia di Robert Stevenson (1974)
- Incredibile viaggio verso l'ignoto (Escape to Witch Mountain), regia di John Hough (1975)
- La banda delle frittelle di mele (The Apple Dumpling Gang), regia di Norman Tokar (1975)
- La gang della spider rossa (No Deposit, No Return), regia di Norman Tokar (1976)
- Quello strano cane... di papà (The Shaggy D.A.), regia di Robert Stevenson (1976)
- Elliott il drago invisibile (Pete's Dragon), regia di Don Chaffey (1977)
- Ritorno dall'ignoto (Return from Witch Mountain), regia di John Hough (1978)
- Teste calde e tanta fifa (Hot Lead and Cold Feet), regia di Robert Butler (1978)
- La banda delle frittelle di mele 2 (The Apple Dumpling Gang Rides Again), regia di Vincent McEveety (1979)
- The Black Hole - Il buco nero (The Black Hole), regia di Gary Nelson (1979)
- Herbie sbarca in Messico (Herbie Goes Bananas), regia di Vincent McEveety (1980)